# Giovanni Barrella
Giovanni Barrella (né le 30 novembre 1884 à Milan et mort le 23 septembre 1967 à Erba, dans la province de Côme) est un écrivain, dramaturge et peintre italien du XXe siècle.

## Biographie
Fils d'un grand officier de l'armée napoléonienne, Giovanni Barrella étudie les beaux-arts. Il travaille pour le Teatro Argentina à Rome et pour la Compagnia Lombarda d'Alberto Colantuoni. En 1931, il fonde sa compagnie théâtrale avec Paolo Bonecchio. Il publie également des poèmes et des œuvres théâtrales.

## Filmographie partielle
- 1912 : Le dame nere
- 1934 : Temps maximum (Tempo massimo) de Mario Mattoli
- 1935 : Amo te sola de Mario Mattoli
- 1937 : Felicita Colombo de Mario Mattoli
- 1951 : Le Trésor maudit (Incantesimo tragico) de Mario Sequi